# En mis sueños
En mis sueños (título original: In my dreams) es una película de televisión del programa de antología Hallmark Hall of Fame, dirigida por Kenny Leon y escrita por Teena Booth y Suzette Couture . Fue estrenada a través de ABC el 20 de abril de 2014, y protagonizada por  Katharine McPhee y Mike Vogel. Se trata se la última presentación de Hallmark Hall of Fame antes de ser transferida a Hallmark Channel.

## Sinopsis
Natalie y Nick están frustrados con su suerte en el romance. Después de arrojar monedas a una fuente, los dos comienzan a soñar el uno con el otro. Pero, según la mitología de la fuente, solo tienen una semana para convertir esos sueños en realidad.

## Reparto
| Actor            | Papel         |
| ---------------- | ------------- |
| Katharine McPhee | Natalie Russo |
| Mike Vogel       | Nick Smith    |
| JoBeth Williams  | Charlotte     |
| Joe Massingill   | Joe Yablonski |
| Rachel Skarsten  | Jessa         |
| Antonio Cupo     | Mario         |
| Jessalyn Wanlim  | Sharla        |

## Recepción
La película posee una calificación de 6.4/ 10 sobre la base de 3,341 críticas en la página Imdb mientras que Brian Lowry de la revista Variety le dio una reseña positiva mencionando: "Esta es una de las películas más satisfactorias que la franquicia legendaria ha brindado en algún tiempo, después de una cadena caracterizada por fallas y clasificaciones mediocres que parecen haber arrojado dudas sobre su difusión futura"